# بوئینگ اوسی-۱۳۵بی اوپن اسکایز
بوئینگ اوسی-۱۳۵بی اوپن اسکایز (به انگلیسی: Boeing OC-135B Open Skies) یک هواگرد ساختِ کارخانهٔ بوئینگ در کشور ایالات متحده آمریکا است. نخستین استفاده‌کنندهٔ این هواپیما نیروی هوایی ایالات متحده آمریکا بوده‌است.